# رانکین، شهرستان الیس، تگزاس
رانکین (به انگلیسی: Rankin) یک منطقهٔ مسکونی در ایالات متحده آمریکا است که در شهرستان الیس، تگزاس واقع شده‌است. رانکین ۴۰ نفر جمعیت دارد و ۴۳ متر بالاتر از سطح دریا واقع شده‌است.